# Falzmarke
Falzmarke ist ein Fachbegriff aus der industriellen Druckweiterverarbeitung. Anhand der Falzmarken (Striche) erkennt der Buchbinder, wie ein Druckbogen gefalzt werden muss.

## Bürotechnik
Vordrucke oder Vorlagen für Geschäftsbriefe haben am linken Blattrand oft eine oder zwei Falzmarken (DIN 5008). Ist der Brief geschrieben, wird er zickzackförmig so gefaltet, dass seine beiden oberen gefalteten Teile exakt gleich groß sind (jeweils 105 mm), der untere Teil jedoch etwas kürzer (87 mm). Das Ergebnis ist ein Brief, dessen obere Blattkante oben bündig abschließt. Die untere Blattkante auf der Rückseite steht bei dieser Faltung etwas zurück, sodass der Brief sich leichter auseinanderklappen lässt. Das so gefaltete Schreiben ist 105 mm hoch und passt genau in einen DL-Briefumschlag.

## Normbriefbogen
Es gibt den Normbriefbogen nach DIN 5008 (vor 2011: DIN 676), der beschreibt, wo bei einem DIN-A4-Blatt die jeweiligen Positionen zu finden sind.
Form A = Briefblatt mit 27 mm hohem Briefkopf
1. Falzmarke bei 87 mm von oben (210 mm von unten)
2. Falzmarke bei 192 mm von oben (105 mm von unten)

Form B = Briefblatt mit 45 mm hohem Briefkopf
1. Falzmarke bei 105 mm von oben
2. Falzmarke bei 210 mm von oben

Die Positionen sind so festgelegt, dass bei entsprechender Faltung des Briefes die Postanschrift des Absenders bzw. die Rücksendeangabe und das Anschriftfeld bzw. die Empfängeranschrift im Fenster einer Briefhülle nach DIN 680 erscheinen.
Die Norm für den Geschäftsbrief sieht außer den Falzmarken auch eine Lochmarke bei 148,5 mm (mittig bei DIN A4) vor, gemessen von der oberen Blattkante.